# Gordon (miasto w hrabstwie Douglas)
Gordon – miasto w Stanach Zjednoczonych, w stanie Wisconsin, w hrabstwie Douglas.